# VDD 6–8
Die Dampflokomotiven 6–8 der Kleinbahn Voldagsen-Duingen-Delligsen (VDD) waren Lokomotiven für den Nebenbahnbetrieb. Die drei Lokomotiven wurden von der Lokomotivfabrik Borsig 1920 bis 1921 mit den Fabriknummern 10887, 11028 und 11029 ausgeliefert. Die Lokomotiven waren vorrangig auf den norddeutschen Strecken Bahnstrecke Voldagsen–Delligsen und Bahnstrecke Vorwohle–Emmerthal im Einsatz und waren hier Stammlokomotiven.
Bis 1966 wurden die Lokomotiven ausgemustert und verschrottet.

## Geschichte
Die Lokomotiven sind in Folge der Betriebserfahrungen mit der DEBG 41 entstanden. Die vorhandenen Dreikuppler bei der Kleinbahn Voldagsen–Duingen–Delligsen der Gattung T 3 konnten das gestiegene Verkehrsaufkommen nicht mehr bewältigen und die 41 hat bei der Erprobung gut den Anforderungen entsprochen. Auf Grund des Ausbruches des Ersten Weltkrieges konnten vorerst keine weiteren Lokomotiven beschafft werden.
Erst 1920 kam es zur Bestellung einer weiteren Heißdampflok, ebenso wurde noch eine zweite Lokomotive unmittelbar danach bestellt, damit dem Reparaturaufwand Rechnung getragen werden konnte. Bis 1921 wurden insgesamt drei Lokomotiven geliefert. Die ursprüngliche Bezeichnung der VDD war etwas widersprüchlich; zeitweise war sie 6–8, in manchen Quellen wurden sie auch bei gleicher Reihenfolge 8, 7, 2II angegeben.

### DEBG 42–44
Betrieblich bewährten sich die Lokomotiven, die 1923/24 neue Betriebsnummern erhielten. Es gab zwar mit der B.L.E.A.G. 25 noch eine stärkere Maschine für den Güterzugdienst, die 42–44 waren aber wendiger und oberbauschonender, sodass man auf sie bei der Bespannung zurückgriff. 1955 wurde die 42 zur Bahnstrecke Neckarbischofsheim–Hüffenhardt umgesetzt und beendete dort ihren Einsatz 1966. Die anderen Lokomotiven blieben in Norddeutschland. Nach der Verdieselung der Strecken wurden sie noch für Triebwagenersatzzüge und Bauzüge verwendet. Die 44 wurde 1963 ausgemustert. Die Lokomotive 43 hatte gemeinsam mit der DEBG 41 1966 noch den Sonderzug des Bundesverbandes Deutscher Eisenbahn-Freunde als letzte Leistung bespannt und wurde noch im gleichen Jahr ausgemustert und verschrottet.

## Technik
Technisch gesehen können die Lokomotiven als eine Weiterentwicklung der DEBG 41 betrachtet werden. Das Laufwerk der Lokomotiven stimmt in den Abmaßen vollständig mit dieser überein. Als Änderung fallen bei den Lokomotiven die weit nach vorn gezogenen Wasserkästen auf. Der Wasserkasteninhalt war aber geringfügig kleiner als bei der DEBG 41.
Der Kessel wurde gegenüber der DEBG 41 nochmals vergrößert, in der Folge zeigten sich die Lokomotiven der 41 um 10 kN an Anfahrzugkraft überlegen. Er besaß einen Schmidt-Rauchrohrüberhitzer, bestand aus zwei Schüssen, auf dem ersten saß der Dampfdom und das Reglergehäuse, auf dem zweiten der Sandkasten, von dem aus die mittlere Treibachse von vorn und hinten gesandet werden konnte. Es wurde die mittlere Treibachse angetrieben, die Steuerung war die Heusinger-Steuerung, die Loks besaßen Kolbenschieber, der Kreuzkopf wurde einschienig auf der Gleitbahn geführt.
Die Lokomotiven waren mit Pulsometer, Dampfheizung und der Westinghouse-Bremse ausgerüstet.